# توماس اولن
توماس اولن (انگلیسی: Thomas Åhlén؛ زادهٔ ۸ مارس ۱۹۵۹) بازیکن هاکی روی یخ اهل سوئد است.